# Kamikaze (cocktail)
Il Kamikaze è un cocktail straight up appartenente al genere fancy/popular nella classificazione International Bartenders Association fino al 2020, e ai sour.

## Storia
Come per la grande maggioranza dei cocktail la storia del Kamikaze è incerta e ci sono molte varianti. Alcuni dicono che questo cocktail venne inventato durante la seconda guerra mondiale in un bar nella base navale americana nella città costiera giapponese di Yokosuka, e gli venne dato il nome dei piloti suicidi che fecero molti attacchi nell'ultimo periodo della guerra, prima della resa del Giappone.
Un'altra storia dice che questo cocktail venne inventato da un barman che lavorava a Boston a metà degli anni '70, al quale piaceva bere vodka e succo di lime. Un giorno ci aggiunse del Triple Sec, un liquore dolce all'arancia, e ciò che ottenne gli piacque così tanto che decise di chiamare la sua nuova invenzione Liam, ovvero con il suo nome. 
La storia dice che questo bar era frequentato da un funzionario della Smirnoff, brand di vodka, il quale dopo aver assaggiato il drink probabilmente lo propose all'azienda per cui lavorava, dal momento che l'anno seguente questa ricetta comparve nel ricettario della Smirnoff.

## Composizione

### Ingredienti

#### Ricetta IBA[3]
- 1 oz vodka
- 1 oz cointreau
- 1 oz succo di Lime
- Guarnizione spicchio di Lime

#### Ricetta America Bartender
La ricetta bilanciata secondo la chimica degli zuccheri seguita dalla maggior parte delle scuole di america bartender prevede:
- 1 1/2 oz vodka

- 1/2 oz cointreau

- 1 oz succo di lime

#### Ricetta On The Rocks
- 1 1/2 oz vodka
- 1/2 oz triple sec
- 1 oz lime
- 2 oz sweet and sour
- fetta di lime per guarnire

### Preparazione
Versare gli ingredienti nello shaker, agitare e servire in una coppetta da cocktail. Nella versione On The Rocks versare gli ingredienti direttamente in un bicchiere old fashioned con ghiaccio e mescolare. 

## Varianti
- Kamikaze shooter (2/4 vodka, 1/4 cointreau, 1/4 succo di lime - stessa preparazione)
- Kamikaze SoCo (2/4 vodka, 1/4 southern comfort, 1/4 succo di lime - stessa preparazione)